# Wieck a. Darß
Wieck a. Darß település Németországban, Mecklenburg-Elő-Pomeránia tartományban. Lakosainak száma 733 fő (2023. december 31.).

## Népesség
A település népességének változása:
| Lakosok száma | 703  | 699  | 747  | 740  | 733  |
|               | 2017 | 2019 | 2021 | 2022 | 2023 |